# Sabulodes dositheata
Sabulodes dositheata là một loài bướm đêm trong họ Geometridae.